# خط عرض 24° جنوب
خط عرض 24° جنوب هي إحدى دوائر العرض الجغرافية، وهي دوائر وهمية تحيط بالكرة الأرضية، وموازية لخط الاستواء، وتتميز هذه الدائرة بأن الأراضي الواقعة عليها تنتمي للمنطقة المدارية الحارة.

## حول العالم
خط عرض 24° جنوب يبدأ من خط الزوال الأولي ويتجه شرقا ويمر عبر:
| الإحداثيات                           | البلد أو الإقليم أو البحر | ملاحظات                                                                    |
| ------------------------------------ | ------------------------- | -------------------------------------------------------------------------- |
| 24°0′S 0°0′E / 24.000°S 0.000°E      | المحيط الأطلسي            |                                                                            |
| 24°0′S 14°27′E / 24.000°S 14.450°E   | ناميبيا                   |                                                                            |
| 24°0′S 20°0′E / 24.000°S 20.000°E    | بوتسوانا                  |                                                                            |
| 24°0′S 26°55′E / 24.000°S 26.917°E   | جنوب إفريقيا              | ليمبوبو مبومالانجا - لحوالي 13 km                                          |
| 24°0′S 31°53′E / 24.000°S 31.883°E   | موزمبيق                   |                                                                            |
| 24°0′S 35°31′E / 24.000°S 35.517°E   | المحيط الهندي             | قناة موزمبيق                                                               |
| 24°0′S 43°39′E / 24.000°S 43.650°E   | مدغشقر                    |                                                                            |
| 24°0′S 47°30′E / 24.000°S 47.500°E   | المحيط الهندي             |                                                                            |
| 24°0′S 113°27′E / 24.000°S 113.450°E | أستراليا                  | أستراليا الغربية إقليم شمالي (أستراليا) كوينزلاند                          |
| 24°0′S 151°41′E / 24.000°S 151.683°E | بحر المرجان               |                                                                            |
| 24°0′S 166°7′E / 24.000°S 166.117°E  | المحيط الهادئ             | مرورا بجنوب Raivavae island, تاهيتي · مرورا بجنوب Oeno Island, جزر بيتكيرن |
| 24°0′S 70°31′W / 24.000°S 70.517°W   | تشيلي                     |                                                                            |
| 24°0′S 67°18′W / 24.000°S 67.300°W   | الأرجنتين                 |                                                                            |
| 24°0′S 60°23′W / 24.000°S 60.383°W   | باراغواي                  |                                                                            |
| 24°0′S 55°15′W / 24.000°S 55.250°W   | البرازيل                  | ماتو غروسو دو سول - لحوالي 4 km                                            |
| 24°0′S 55°12′W / 24.000°S 55.200°W   | باراغواي                  |                                                                            |
| 24°0′S 54°22′W / 24.000°S 54.367°W   | البرازيل                  | Mato Grosso do Sul بارانا (ولاية) ساو باولو (ولاية)                        |
| 24°0′S 46°12′W / 24.000°S 46.200°W   | المحيط الأطلسي            | مرورا بجنوب São Sebastião Island, البرازيل                                 |